# Zakej
Zakej ili Zakhej (hebr. זכ - čist, ispravan, grč. Ζακχαῖος), jerihonski nadcarinik koji je postao kršćanin nakon susreta s Isusom Kristom.

## Životopis
U Isusovo doba u Jerihonu je živjelo mnogo carinika, a među njima i Zakej. Iako je bio židov, smatran je velikim grešnikom jer je kao djelatnik Rimskog Carstva "surađivao s okupatorom". Pošto carinici sreću mnogo ljudi i razgovaraju s njima, Zakej je vjerojatno mnogo slušao o Isusu. Kad je Ivan Krstitelj rekao da carinici moraju raditi pošteno, Zakej se tome silno obradovao, nasuprot judeofundamentalistima koji su očekivali da će im reći da mora prestati raditi za Rimljane. Zakej je bio vrlo pošten carinik i nikad nije nikoga namjerno prevario.
Kad je Zakej čuo da je Isus u Jerihonu, poželio ga je vidjeti, ali nije mogao od silnog mnoštva. Pošto je po prirodi bio snalažljiv, popeo se na smokvu. Isus ga je vidio i otišao u njegovu kuću, a Zakej se radikalno promijenio, obećao polovicu imanja dati siromasima i vratiti četverostruko ako ikad nekoga prevari.